# Tempel van het verdrag
De  tempel van het verdrag  werd gesticht ter herinnering aan een aantal gebeurtenissen uit de jaren voorafgaand aan het sluiten van het Verdrag van Chang'an in 821. Dat verdrag maakte een eind aan een strijd van ongeveer zes jaar tussen het Tibetaanse rijk en
een alliantie van de Chinese Tang-dynastie met de Oeigoeren. De tempel is echter vooral bedoeld als boetedoening voor de excessen en wreedheden die het Tibetaanse leger in die strijd had begaan.

## Achtergrond

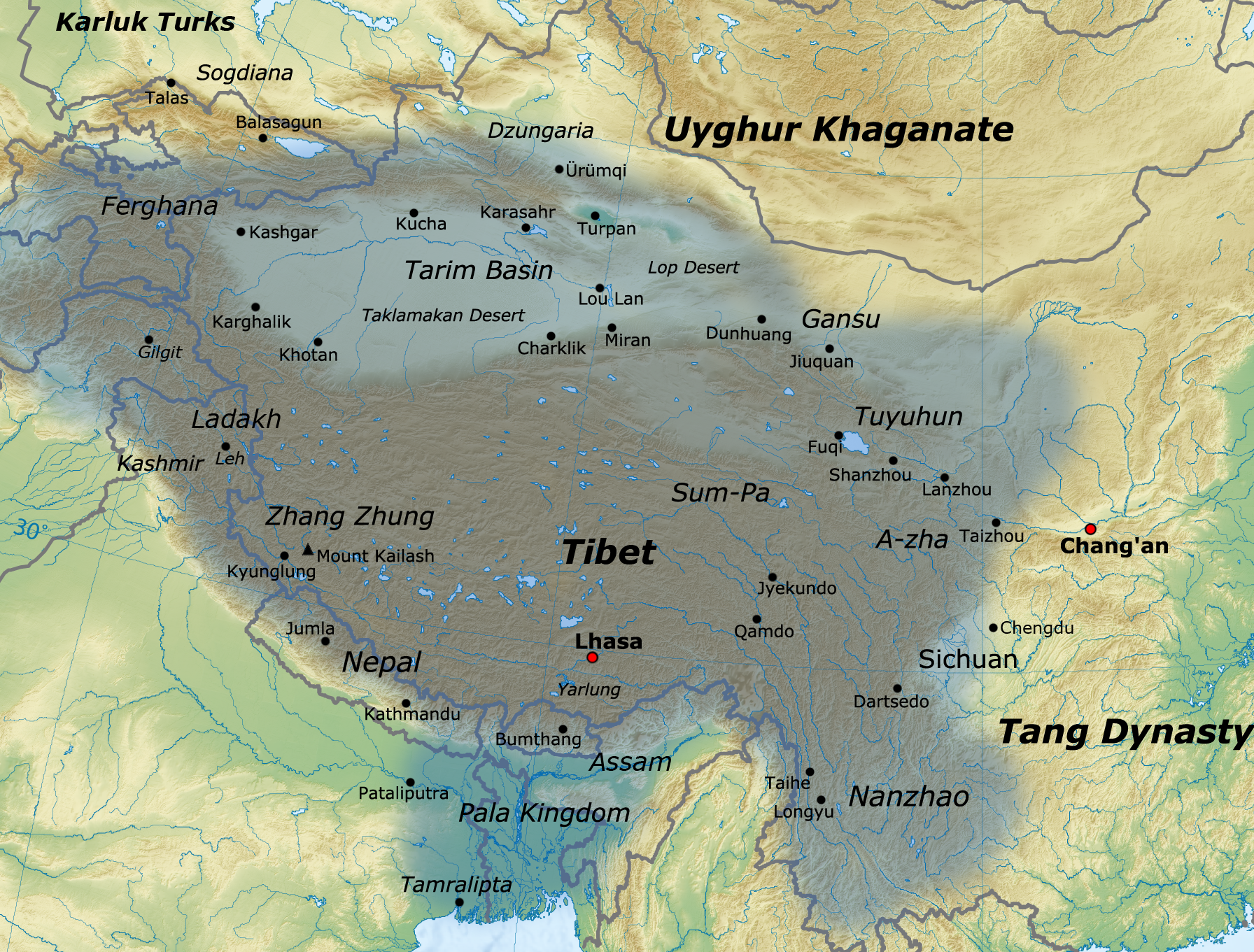
Het Tibetaanse rijk had omstreeks 800 zijn grootste omvang bereikt

Het Tibetaanse rijk had aan het eind van de achtste eeuw zijn grootste omvang bereikt. Delen van wat nu Sichuan, Sinkiang, Gansu is en belangrijke posten aan de Zijderoute zoals Dunhuang en de stadstaat Khotan maakten deel uit van het rijk. Grote delen van het rijk lagen tussen het China van de Tang-dynastie en gebieden die beheerst werden door Arabieren, Perzen en Oeigoeren
Vanaf het tweede decennium van de negende eeuw vond er tussen die groepen voortdurend wisselende coalitievorming en militaire strijd plaats. In 815 kwam via een huwelijk van een prinses uit de Tang-dynastie met een Oeigoerse khan een alliantie tussen die twee partijen tot stand. Die alliantie had tot doel de Tibetanen in ieder geval uit de Gansu-corridor te verdrijven door hen zowel vanuit het oosten als westen gelijktijdig aan te vallen.
In diverse manuscripten van Dunhuang wordt meerdere malen de wreedheid van alle partijen in de oorlog die volgde beschreven. Het bekendste feit daarin, was de liquidatie van de volledige bevolking van Khartsen, het huidige Lanzhou, door het Tibetaanse leger.
De Tibetaanse leiding achtte het noodzakelijk een speciale tempel te stichten ,  De tempel van het Verdrag  die gewijd was aan de boetedoening voor deze daden.
In 821 en 822 werd een serie vredesverdragen gesloten tussen Tibet en de Oeigoeren en tussen Tibet en China. Met de Tang-dynastie werd het Verdrag van Chang'an gesloten. Globaal werden de grenzen van voor 815 hierin herbevestigd.

## Documenten over de tempel
Enkele documenten uit Dunhuang beschrijven de bouw en het doel van de tempel. De belangrijkste daarvan heeft de titel  De gebeden van Dega Yutsel . ( Dega Yutsel kan vertaald worden als  Het turquoise woud van Dega . Dega is de Chinese plaats Daxia ). Er zijn twee delen van het document. Het eerste deel,  Pelliot tibétain 16 , wordt bewaard in de Bibliothèque nationale de France. Het tweede deel  IOL. Tib J 751  in de British Library. Het document bevat in totaal zeven gebeden. De teksten maken duidelijk dat de tempel omstreeks 825 moet zijn gesticht. In tegenstelling tot de tekst op het andere monument dat herinnert aan het verdrag, de pilaar van het verdrag van Chang'an, zijn dit volledig boeddhistische teksten.

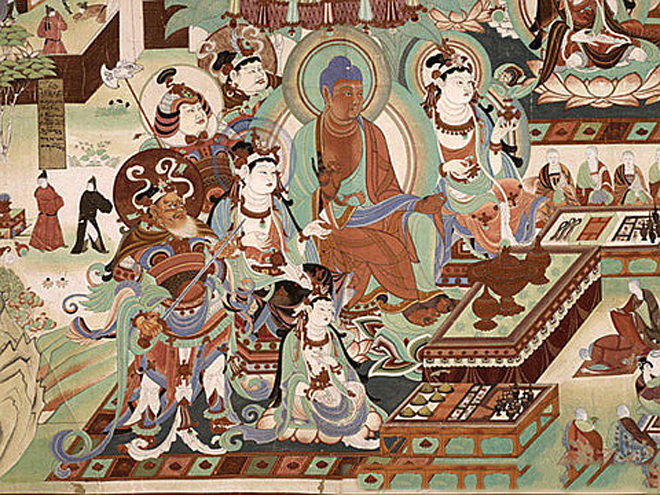
Muurschildering in de tempel van de Acht Boddhisattva's, die om vergeving van de zonden wordt gevraagd.

Het langste gebed heeft als titel  Gebed door de Minister van Pacificatie bij de consecratie van het klooster Dega . Het eind van dit gebed is het volgende:
 ..voor de heroïsche raadgevers die in de ijver om hun krijgskunsten te tonen insloegen op de vijand en door de macht van grote legers steden vernietigden, veldslagen wonnen, landen veroverden en mensen afslachtten. Moge de zonden voor het doorsnijden en afbreken van het leven van veel mensen en dieren en het nemen van wat niet gegeven was gedomineerd worden door de pracht en de kracht van deze verdienste (  het bouwen van de tempel  ) opgelost en weggewassen worden. In de devotie voor de verdienste van deze donatie en uit eerbied voor de Drie Juwelen en de biecht van deze zonden is dit een smeekbede voor het verkrijgen van inzicht, voor verdraagzaamheid en de kwijtschelding van het opgebiechte
 .

## De plaats van de tempel
Er is enige tijd een debat in het wetenschappelijk circuit geweest waar de tempel nu gestaan zou moeten hebben. Daarbij is enige tijd uitgegaan van de veronderstelling, dat dit in de omgeving van de plaats Yarmotang in de huidige Chinese provincie Qinghai moet zijn geweest. Recente research heeft echter aangetoond, dat de tempel in wezen dezelfde was als de tempelgrot die nu bekendstaat als Grot 25 van het complex van de Yulin-grotten op ongeveer 100 kilometer van Dunhuang. Dit gebied maakte tot ongeveer 850 deel uit van het Tibetaanse rijk.
In een van de gebeden wordt uitvoerig de decoratie, inrichting en muurschilderingen van de tempel beschreven. Het hele daarin beschreven iconografisch ontwerp is identiek aan dat van de Grot 25.